# Martin Armstrong
Martin Donisthorpe Armstrong (1882-1974) fue un poeta y escritor inglés conocido por sus libros de relatos. Nació en Newcastle-upon-Tyne, y fue educado en Charterhouse y Pembroke College, Cambridge. Sirvió en el Ejército Británico en la Primera Guerra Mundial, en Francia. Fue incluido en la última antología de poetas georgianos.
Se casó en 1929 con la escritora canadiense Jessie McDonald, después de que ésta se divorciase del escritor norteamaricano Conrad Aiken, lo que hizo a Armstrong padrastro de la joven escritora Joan Aiken. Armstrong aparece disimulado en un personaje de Ushant de Conrad Aiken.
Martin Armstrong ha pasado a la historia por una sola obra magistral, el extraño y escalofriante relato "El fumador de pipa" ("The pipe-smoker", de 1934, incluido en su libro El milagro del General Buntop), el cual ha sido reproducido en mil y una antologías de cuentos de terror.

«Generalmente, no me importa andar bajo la lluvia, pero en aquella ocasión llovía a mares y tenía aún que recorrer diez millas. Por eso me detuve frente a la primera casa que hallé, una casa que se encontraba a una milla de la población, y miré por encima de la puerta del jardín. Advertí en seguida que estaba deshabitada. Todas las ventanas permanecían cerradas, sin persianas ni cortinas. A través de una de ellas, de la planta baja, vi paredes desnudas, una destartalada chimenea y una parrilla abandonada. El jardín estaba descuidado, con los canteros invadidos por la maleza. Se daba uno cuenta de que se trataba de un jardín por la cerca, los vestigios de los rectos senderos y los floridos arbustos de lilas, que lanzaban ramalazos de gotas a la hierba cada vez que el viento los doblaba.

»Así, grande fue mi sorpresa cuando vi a un hombre avanzar lentamente hacia mí entre las lilas. Lo raro no era que se encontrase allí, sino que anduviese por el jardín, destocado y sin impermeable. Era un hombre más bien regordete, calvo y con algunos mechones de pelos grises a ambos lados de su abultada cabeza, afeitado y de brillante mirada.»
Fragmento de "El fumador de pipa", 1934. Trad. Ed. Martínez Roca